# Ola Andersson (Fußballspieler)
Ola Per Andersson (* 1. Juli 1966 in Åkersberga) ist ein ehemaliger schwedischer Fußballspieler, -trainer und -funktionär. Der Mittelfeldspieler, der 1995 zwei Länderspiele für die schwedische Nationalmannschaft bestritten hat, wurde in der Spielzeit 1998 mit AIK schwedischer Meister und holte mit dem Klub dreimal den schwedischen Pokal.

## Werdegang
Andersson begann 1972 mit dem Fußballspielen bei Bälinge IF. 1987 wechselte er zum Zweitligisten IF Brommapojkarna. 1990 schloss er sich dem Drittligisten IK Sirius an. Mit dem Verein wurde er Vizemeister der Division 2 Norra und konnte sich in den anschließenden Aufstiegsspielen gegen Varbergs BoIS durchsetzen. Nach drei Jahren Zweitklassigkeit musste er mit dem Verein am Ende der Spielzeit 1993 wieder absteigen.
Ein Jahr blieb er dem Klub in der dritten Liga treu, ehe Andersson zur Spielzeit 1995 in die Allsvenskan zu AIK wechselte. Am 9. April des Jahres feierte er beim 2:0-Sieg bei Östers IF sein Debüt in der höchsten schwedischen Spielklasse und bestritt während der Spielzeit alle 26 Saisonspiele. Dabei konnte er sich für die Nationalmannschaft empfehlen und nahm mit der Auswahl am sogenannten Umbro Cup im Sommer 1995 teil. Dort debütierte er am 8. Juni beim 3:3-Unentschieden gegen England, als er in der 89. Spielminute für Magnus Erlingmark eingewechselt wurde. Zwei Tage später stand er beim 2:2-Unentschieden gegen Japan in der Startelf.
Auch in der Spielzeit 1996 gehörte Andersson zum Stammpersonal seines Vereins und verpasste kein Saisonspiel. Im selben Jahr konnte er mit dem Klub den Landespokal gewinnen, als Malmö FF nach Golden Goal mit 1:0 besiegt wurde. Im folgenden Jahr konnte die Mannschaft bis ins Viertelfinale des Europapokals der Pokalsieger vordringen, wo nach einer 1:3-Auswärtsniederlage und einem 1:1-Unentschieden im Rückspiel der spätere Titelgewinner FC Barcelona eine zu hohe Hürde darstellte. Im selben Jahr wurde der Titel im schwedischen Pokal verteidigt.
Wegen Knieproblemen musste Andersson jedoch nach der Mitte der Spielzeit längere Zeit aussetzen und kam auch im folgenden Jahr nur noch unregelmäßig zum Einsatz. So kann er nur fünf Einsätzen in der Meisterschaftssaison 1998 vorweisen.
1999 gelang erneut der Sieg im Svenska Cupen. Von größerer Bedeutung dürfte jedoch der Auftritt mit der Mannschaft in der UEFA Champions League 1999/2000 sein. Der Klub scheiterte in der Gruppenphase mit nur einem Pluspunkt als Tabellenletzter hinter dem FC Barcelona, dem AC Florenz und dem FC Arsenal.
Am 15. Oktober 2000 gab Andersson in seinem 102. Erstligaspiel seinen Abschied bei der 1:2-Niederlage bei Trelleborgs FF. Er wechselte für die Spielzeit 2001 als Spielertrainer zum seinerzeitigen Viertligisten Vasalunds IF, kehrte aber während der Saison zu IK Sirius zurück. Am Ende der Spielzeit beendete er seine aktive Laufbahn.
2002 bis 2003 arbeitete Andersson als Trainer des Viertligisten IK Fyris. 2002 bis 2006 war er als TV-Experte bei Canal+ und SVT. 2006 übernahm er den Posten des Sportchefs bei AIK. Nachdem der Klub in der Spielzeit 2008 zum wiederholten Mal den Europapokal verpasst hatte und der bei den Anhängern beliebte Trainer Rikard Norling entlassen worden war, beendete er im November 2008 sein Engagement. Anschließend arbeitete er erneut als TV-Experte für SVT.

## Erfolge
- Schwedischer Meister: 1998
- Schwedischer Pokalsieger: 1996, 1997, 1999